# Kasparus Karsen

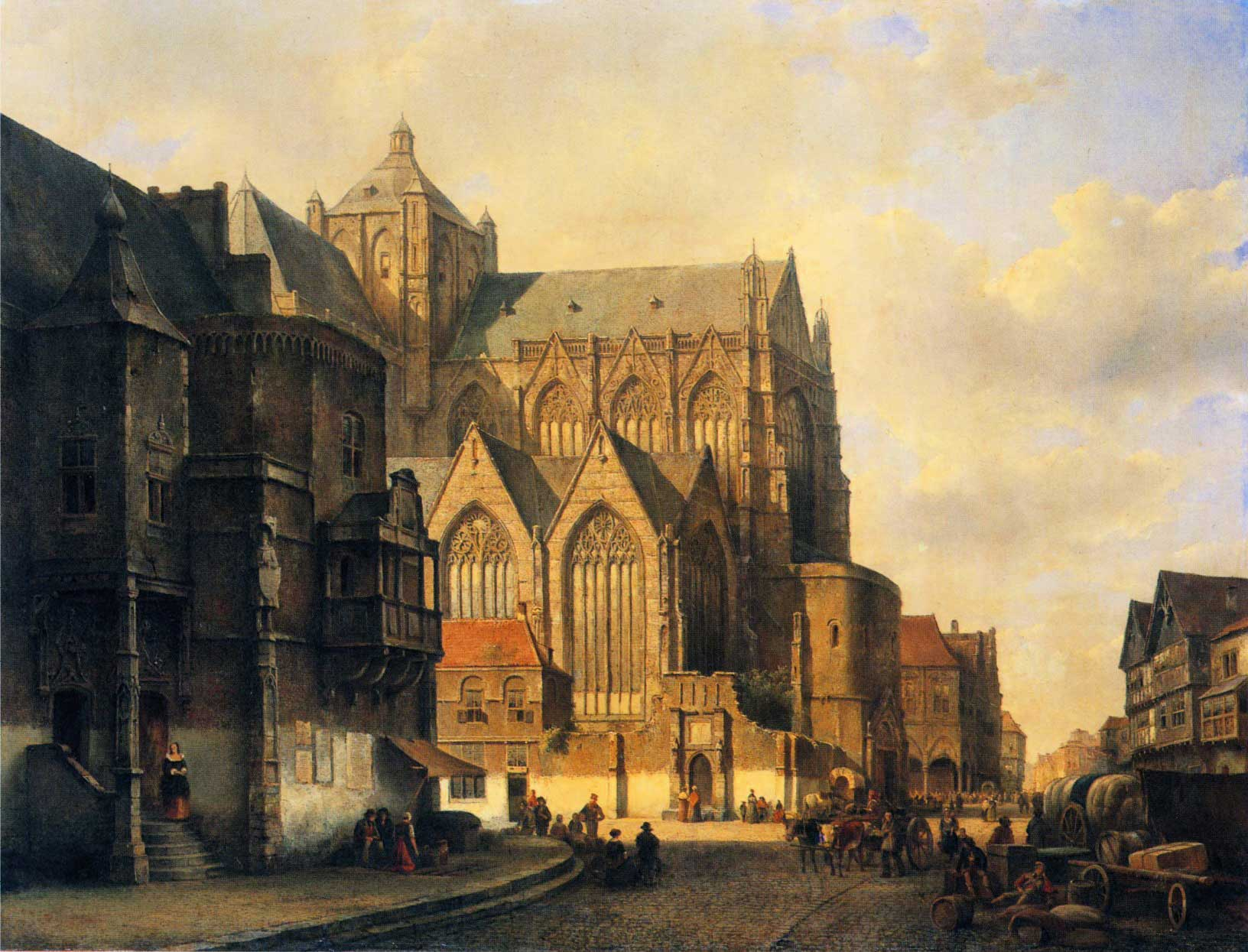
Ansicht einer Stadt

Kasparus Karsen (Karsen, * 2. April 1810 in Amsterdam; † 24. Juli 1896 in Biebrich) war ein niederländischer Maler und Radierer.
Er studierte ab 1825 bis 1827 an der Rijksakademie van beeldende kunsten in Amsterdam, auch bei seinem Onkel George Pieter Westenberg und bei Hendrik Gerrit ten Cate.
Von 1830 bis 1834 arbeitete als Haus- und Schmuckmaler unter der Leitung von Dirk Vettewinkel. Er lebte und arbeitete in Amsterdam, vorübergehend 1842–1844 in Haarlem.
Danach widmete er sich der Vedutenmalerei. Er schuf auch Aquarelle und Lithografien. 
Er wurde im Jahr 1836 Mitglied der Amsterdamer Akademie und im Jahr 1839 der „Arti et Amicitiae“.
1837 unternahm er eine Reise nach Deutschland (Westfalen und Rhein) und reiste dann oft nach Prag, wo er sich zu einem der besten Maler mit Blick auf Prag und die Moldau entwickelte.
Zu seinen Schülern gehörten J.F. Hulk Sr., J.E. Karsen, H.J. Levelt, C. Metzelaar, A. Oltmans Jr., C. Springer.
Er nahm von 1830 bis 1885 an Ausstellungen in Amsterdam und Den Haag teil.